# Gymnadenia widderi
Gymnadenia widderi es una especie de orquídea terrestre de la familia  Orchidaceae. Es nativa de Europa en el noreste de los Alpes e Italia.  

## Taxonomía
Nombres comunes:
- Español:
- Alemán:  Widders Kohlröschen  ·

Sinonimia:
- Nigritella widderi Teppner &  E.Klein, 1985
- Nigritella rubra widderi (Teppner & E.Klein) H.Baumann & R.Lorenz, 2005